# 文顿 (爱荷华州)
文顿（Vinton）是美国艾奥瓦州本顿县的城市和县城，2010年美国人口普查中的人口为5257人，比2000年人口普查的5102人多。 它也是锡达拉皮兹大都会统计区的一部分。

## 历史
温顿成立于1849年，以国务委员彭宁·文顿命名。第一条铁路线在1869年延伸到了温顿，同年建市。